# Milorad Peković
Milorad Peković, né le 5 août 1977 à Nikšić ( Yougoslavie, aujourd'hui  Monténégro), est un footballeur international monténégrin devenu entraîneur.

## Carrière

### En sélection nationale
Milorad Peković fait ses débuts en équipe nationale du Monténégro le 12 septembre 2007 contre la Suède.
23 sélections et 0 but avec Monténégro depuis 2007.

## Palmarès
- SpVgg Greuther Fürth
  - Champion de 2.Bundesliga en 2012.

## Parcours d'entraîneur
- août 2020-juin 2021 :  FK Podgorica
- sep. 2023-oct. 2024 :  FK Dečić Tuzi